# Viticipremna philippinensis
Viticipremna philippinensis là một loài thực vật có hoa trong họ Hoa môi. Loài này được (Turcz.) H.J.Lam miêu tả khoa học đầu tiên năm 1921.